# Tipula opilionimorpha
Tipula opilionimorpha är en tvåvingeart. Tipula opilionimorpha ingår i släktet Tipula och familjen storharkrankar.

## Underarter
Arten delas in i följande underarter:
- T. o. aligera
- T. o. opilionimorpha